# حي يريم (إب)
حي يريم هو أحد أحياء مديرية يريم في محافظة إب اليمنية. يبلغ تعداد سكانه 46498 نسمة حسب التعداد السكاني في اليمن لعام 2004.